# Zamia pygmaea
Zamia pygmaea — вид голонасінних рослин класу Саговникоподібні (Cycadopsida).
Етимологія: з посиланням на маленький зріст рослин даного виду.

## Опис
Стовбур маленький, до 2 см діаметром в місцях проживання (до 4 см діаметром при розведенні). Листків 1–4 в середовищі існування (до 20 при розведенні); черешки гладенькі, хребет гладкий, з 5–15 (до 20 в культивованих рослинах) парами листових фрагментів. Листові фрагменти яйцеподібні сильно назад-яйцюваті, з 10–15 зубів у верхніх четвертого, медіанний 1–8 см і шириною 0,5–2 см. Пилкові шишки 1–3, на ніжках, темно-червоно-коричневого кольору, від циліндричних до яйцювато-циліндричних, вершини гострі, довжиною 1,5–5 см і 0,8–2 см в діаметрі. Насіннєві шишки 1–2, на ніжках, темно-червоно-коричневого кольору, іноді стають сірими, коли зрілі, від злегка яйцеподібних до яйцюватих з довгою, що звужується, гострою вершиною, 2–8 см завдовжки і 2–4 см в діаметрі. Насіння з від червоного на оранжево-червоного кольору саркотестою, яйцювате, 1–1,5 см. 2n = 16.

## Поширення, екологія
Цей вид є ендеміком західної Куби і острова Хувентуд. Рослини, як правило, ростуть у відкритих сухих середовищах. Вони варіюються від серпантинів до виходів вапняку і до майже чистого піску. Zamia pygmaea, разом з Z. angustifolia є одними з найбільш ксерофітних видів роду. Рослини зустрічаються в сухих кущистих пагорбах, соснових лісах і районах з білим піском.

## Загрози та охорона
Рослини зустрічаються в San Ubaldo-Sabanalamar Ecological Reserve і в Los Indios Ecological Reserve.